# Ron Thornton
Ron Thornton (* 1957 in London, England; † 21. November 2016 in Albuquerque, New Mexico) war ein britischer Filmschaffender und Experte für Visuelle Effekte und Computer Generated Imageries.

## Leben
Thornton wurde im Jahr 1957 in London geboren. Er studierte am K College, damals West Kent College, und arbeitete anschließend als Flugdienstberater am Gatwick Airport. Seine Liebe zum Film, speziell zu den Filmeffekten, entstand, nachdem er den Film Alien – Das unheimliche Wesen aus einer fremden Welt gesehen hatte. Daher besuchte er die BBC Special Effects Workshop und von ihm gestaltete Projekten wurden unter anderen als Raumschiff in Blake’s 7 (die Scorpio) oder als Waffen in Doctor Who verwendet. 1984 zog Thornton in die USA und gehörte zum Filmeffekt-Team, die unter anderen an den Filmen Critters – Sie sind da!, Mel Brooks’ Spaceballs und Robot Jox – Die Schlacht der Stahlgiganten beteiligt waren. Von 1987 bis 1988 wirkte er an den visuellen Effekten der Fernsehserie Captain Power mit.
Ab 1993 wirkte er an den Effekten für die Fernsehserie Babylon 5 mit. Dank den damals als hochwertig einzustufenden CGI-Effekten wurde er und sein Team für die Spezialeffekte in der Pilotfolge der Serie Babylon 5 mit einem Emmy Award ausgezeichnet. Bis einschließlich 1996 wirkte er in dieser Funktion an insgesamt 66 Episoden dieser Fernsehserie mit. Danach widmete er sich seinem neuesten Projekt, das er gemeinsam mit Christy Marx erfand, die US-amerikanische Science-Fiction-Fernsehserie Hypernauts – The Space Rangers. Die Serie richtet sich ehe an ein jüngeres Publikum und erinnert insbesondere bei der Darstellung der verschiedenen Aliens an Babylon 5. Thornton war neben seiner Tätigkeit als Spezialist für CGI- und weiteren visuellen Effekte in einigen Episoden als Produzent und Drehbuchautor tätig. Ab demselben Jahr bis Anfang der 2000er Jahre war er für die visuellen Effekte der Serien Star Trek: Raumschiff Voyager und Star Trek: Enterprise sowie dem Spielfilm Star Trek: Nemesis verantwortlich. Von 2014 bis 2016 produzierte er die Animationsserie Talking Tom and Friends. 2016 erschien mit Izzies Weg nach Hause ein Animations-Mockbuster zu Findet Dorie. Ab 2016 war er am Film Air Speed – Fast and Ferocious, einem Mockbuster zu Fast & Furious 8 als Regisseur beschäftigt. Der Film erschien 2017 postum.
Thornton verstarb am 21. November 2016 in Albuquerque im Alter von 59 Jahren an den Folgen einer Lebererkrankung.

## Filmografie (Auswahl)

### Visuelle Effekte
- 1979: Star Trek: Der Film (Star Trek: The Motion Picture)
- 1979–1980: Blake’s 7 (Fernsehserie, 2 Episoden)
- 1980: Doctor Who (Fernsehserie)
- 1986: Critters – Sie sind da! (Critters)
- 1987: Mel Brooks’ Spaceballs (Spaceballs)
- 1987–1988: Captain Power (Fernsehserie, 22 Episoden)
- 1989: Robot Jox – Die Schlacht der Stahlgiganten (Robot Jox)
- 1989: After Midnight
- 1990: Die Klasse von 1999 (Class of 1999)
- 1991: Highlander II – Die Rückkehr (Highlander II – The Quickening)
- 1993–1996: Babylon 5 (Fernsehserie, 66 Episoden)
- 1996: Hypernauts – The Space Rangers (Hypernauts, Fernsehserie)
- 1996: BeetleBorgs (Fernsehserie)
- 1996–2001: Star Trek: Raumschiff Voyager (Star Trek: Voyager, Fernsehserie 16 Episoden)
- 1997: Der Schakal (The Jackal)
- 1998: Star Trek: Starship Creator (Videospiel)
- 1998: Mystic Knights – Die Legende von Tir Na Nog (The Mystic Knights of Tir Na Nog, Fernsehserie)
- 2001–2002: Star Trek: Enterprise (Fernsehserie, 7 Episoden)
- 2002: Superfire – Inferno in Oregon (Superfire, Fernsehfilm)
- 2002: Star Trek: Nemesis (Star Trek Nemesis)
- 2003: Miracles (Fernsehserie)
- 2003: Buffy – Im Bann der Dämonen (Buffy the Vampire Slayer, Fernsehserie, Episode 7x22)
- 2005: Captain Scarlet (Fernsehserie)
- 2007: Once Upon a Christmas Village (Animationsfilm)
- 2009: Deadliest Warrior (Fernsehserie, Episode 1x01)
- 2009: Schön bis in den Tod (Sorority Row)
- 2010: The Crazies – Fürchte deinen Nächsten (The Crazies)
- 2010: Undercovers (Fernsehserie 2 Episoden)
- 2011: Teen Spirit (Fernsehfilm)
- 2012: Nashville (Fernsehserie, Episode 1x01)
- 2016: Blood Father

### Produzent
- 1996: Hypernauts – The Space Rangers (Hypernauts, Fernsehserie, 9 Episoden; auch jeweils Drehbuch)
- 1998: Batman & Mr. Freeze – Eiszeit (Batman & Mr. Freeze: SubZero, Animationsfilm)
- 2014–2016: Talking Tom and Friends (Animationsserie, 24 Episoden)
- 2016: Izzies Weg nach Hause (Izzie's Way Home, Animationsfilm)

### Regie
- 1996: Hypernauts – The Space Rangers (Hypernauts, Fernsehserie, Episode 1x07)
- 2016: Trolland – Das Geheimnis liegt zu euren Füßen (Trolland, Animationsfilm)
- 2017: Air Speed – Fast and Ferocious (The Fast and the Fierce)